# Coremacera marginata
Coremacera marginata är en tvåvingeart som först beskrevs av Fabricius 1775.  Coremacera marginata ingår i släktet Coremacera och familjen kärrflugor. Arten är reproducerande i Sverige. Inga underarter finns listade i Catalogue of Life.

## Bildgalleri

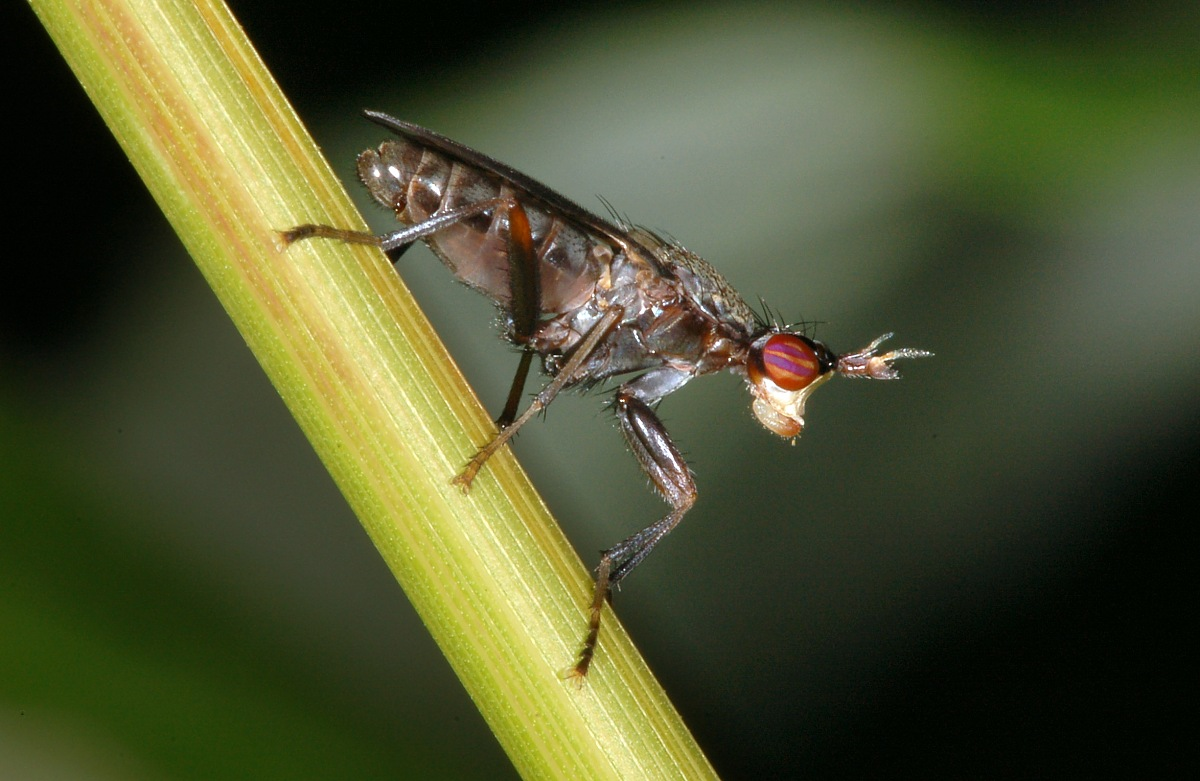
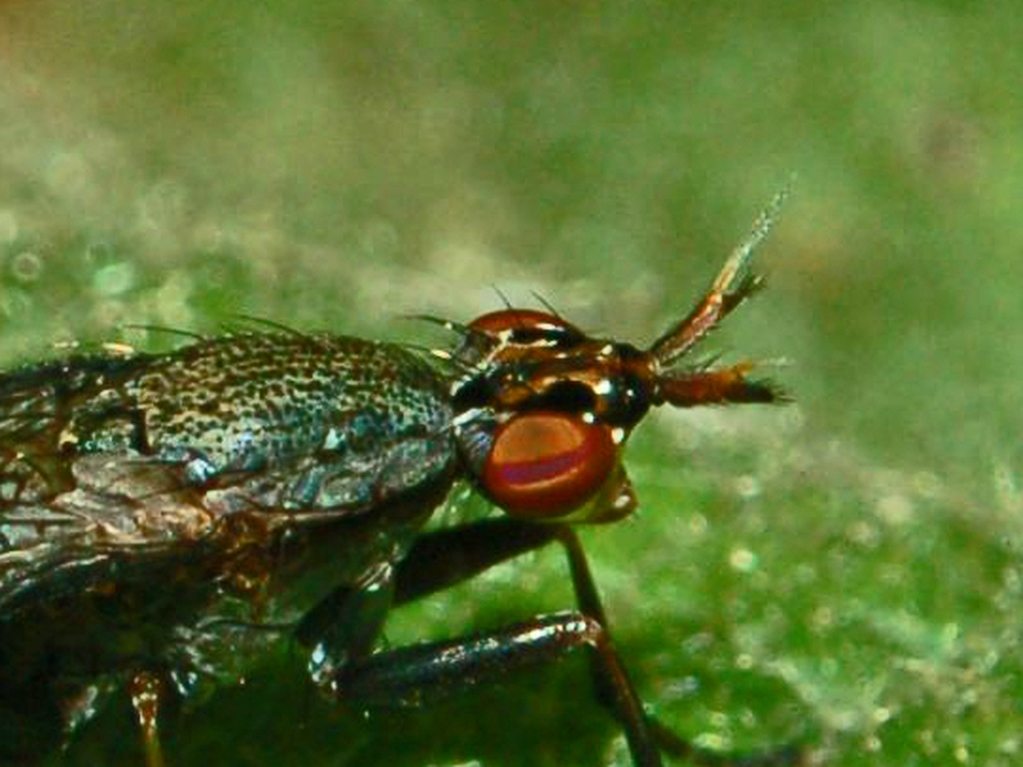